# Хорас Уолпоул
Хорас Уолпоул (на английски: Horace Walpole) е четвърти граф на Орфорд, историк, политик и писател. Смятан е за родоначалник на готическата литература с романа „Замъкът Отранто“. Той е син на първия министър-председател на Обединеното кралство, сър Робърт Уолпоул.

## Ранен живот 1717 – 1739 г.
Уолпоул е роден в Лондон и е най-малкият син на британския министър-председател Робърт Уолпоул и неговата съпруга Катрин. Получава образованието си в Итънския колеж и Кингс Колидж в Кеймбридж.
През 1737 г. майка му умира и според един биограф, обичта към нея била „най-силното чувство, което е изпитвал през целия си живот... и точно тя имала надмощие над съзнателното му битие“. Уолпоул никога не е имал сериозна връзка с противоположния пол, затова според мнозина се е „обрекъл на безбрачие“. Сексуалната му ориентация също е обект на спекулации.
Следвайки обществените позиции на баща си, той е предан поданик на крал Джордж II и кралица Каролина. През младостта си пътува много, в частност след завършване на образованието си прави обиколка на Франция и Италия от 1739 до 1741 г., придружаван от приятеля си поета Томас Грей.

## Политическа кариера: 1741 – 1768 г.
На парламентарните избори през 1741 г. Уолпоул е избран за депутат от Либералната партия, представител на малоброен избирателен район, „гнилото“ градче Калингтън, област Корнуол. Той се задържа на този пост в продължение на 13 години, въпреки факта, че никога не е посещавал Калингтън.
През декември 1741 г. опозицията печели първите мажоритарни избори след 20-годишна пауза. През януари 1742 г. правителството на Уолпоул продължава да среща затруднения в Парламента и в края на месеца Хорас и други членове на семейството успешно подтикват министър-председателя да подаде оставка след загубата на парламентарните избори. През февруари Робърт Уолпоул подава оставка след 20-годишно управление.
За философията на Уолпоул може да се каже, че е идентична с тази на съвременника му Едмънд Бърк, който е либерал по въпроси като империализма, робството и борбата на американците за независимост.
На 19 март Хорас Уолпоул произнася реч срещу предложението за създаването на секретен комитет, който да разгледа последните 10 години от управлението на баща му Робърт Уолпоул като премиер на страната.
През следващите 3 години Хорас Уолпоул прекарва голяма част от дните си заедно с баща си в провинциалната му къща в Норфолк. През 1745 г. баща му умира и оставя в наследство титлата „граф на Орфорд“ и неизплатени дългове.
След като остава без място в парламента през 1757 г., Уолпоул осъзнава ограниченията си, по отношение на политическото си влияние.

## Последни години: 1788 – 1797 г.
Баща му е провъзгласен за граф на Орфорд малко преди оставката си през 1742 г., а по-големият брат на Хорас става втори граф на Орфорд. Неговият син става третият, но след като остава без наследник, титлата отива директно при Хорас. Той става четвърти и последен граф на Орфорд и след смъртта му през 1797 г. титлата е прекратена.
Огромното количество кореспонденция между него и други знатни особи е публикувана в много томове, първият от които е издаден през 1798 г.
Хорас Уоупоул е погребан до баща си сър Робърт Уолпоул, в църквата Свети Мартин, Норфолк.

## Творчество
През 1747 г. Уолпоул купува къща в Туикънам (тогава в околностите на Лондон), която преустройва в имение Строубъри хил (Strawberry Hill) в неоготически архитектурен стил. Там събира еклектична колекция от произведения на изкуството и прави малка частна печатница. Архитектурният каприз на Уолпоул се превръща в туристическа атракция и дава тласък за възраждането на готическия стил в Англия през втората половина на 18 век (неоготика).
През 1764 г. той анонимно издава готическия си роман „Замъкът Отранто“, твърдейки, че е „преведена от оригиналния италиански на Онуфирио Муралто“. Предговорът на второто издание е определян като „своеобразен манифест за модерния готически роман“. Той заявява, че неговото произведение е с подзаглавие „Готическа история“, което има за цел да възроди качествата на въображението на съвременната художествена литература.
В предговора и към двете издания присъства момент на игривост, когато синът на Манфред (Принцът на Отранто) е убит от масивен шлем, който е резултат на свръхестествено явление. Този момент обаче, заедно с останалата част от разгръщащия се сюжет, включва смесица от нелепи и възвишени свръхестествени елементи. Най-накрая сюжетът разкрива как семейството на Манфред е опетнено по начин, който служи като модел за следващи готически сюжети.
След 1762 г. Уолпоул публикува своите „Анекдоти за живописта в Англия“, базирани на ръкописните бележки на Джордж Верту.
Автор е и на анекдоти и епиграми, а кореспонденцията и мемоарите му, в които са описани политическата и обществената обстановка по времето на Джордж II, макар и написани пристрастно, съдържат ценни за историците сведения за епохата.

## Творби

### Нехудожествени
- „Някои анекдоти за живописта в Англия“ (1762)
- „Каталог на Гравьорите“ [1763]
- „За модерното градинарство“ (1780)
- „Описание на вилата на г-н Хорас Уолпоул“ (1784)
- „Исторически съмнения относно живота и царуването на крал Ричард III“
- „Каталог на кралски и благороднически автори“
- „Мемоари на последните 10 години на Джордж II“
- „Мемоари на царуването на Джордж II“
- Писма

### Художествени
- „Замъкът Отранто“ (1764)
- „Мистериозната майка: Една трагедия“ (1768)
- „Йероглифни разкази“ (1785)